# Spēlmaņu nakts
Spēlmaņu nakts est un prix théâtral annuel remis par l’association théâtrale de Lettonie (en letton : Latvijas Teātru darbinieku savienība (LTDS)). Il est instauré en 1993, et les premières récompenses ont été attribuées en juin 1994 pour l'année 1993. Depuis 1999, on organise la cérémonie le 23 novembre, le jour d'anniversaire du metteur en scène et fondateur du théâtre Dailes Eduards Smiļģis. Elle est transmise en direct par la télévision et la radio lettonne.
Le Grand Prix, dans toute l'histoire du "Spēlmaņu nakts", est attribué seulement trois fois: à Rutes grāmata de Māra Ķimele (Nouveau théâtre de Riga), à Nāves deja de Romāns Kozaks (Théâtre russe de Riga) et à la comédie musicale Kaupēn, mans mīļais! de Jānis Lūsēns, Māra Zālīte et Valdis Lūriņš (Théâtre de Liepāja).

## Trophée
Le trophée Skatuves nagla est créé par l'artiste-sculpteur Juris Gagainis. Il représente les planches miniatures avec un clou doré de taille réelle planté dedans, faisant référence à une vieille expression théâtrale "le clou du spectacle".

## Catégories
- Meilleur spectacle d'art dramatique
- Meilleur metteur en scène
- Meilleure actrice
- Meilleur acteur
- Meilleur acteur dans un second rôle
- Meilleure actrice dans un second rôle
- Meilleur début
- Meilleur spectacle pour enfants
- Meilleure création de costumes
- Meilleure danse contemporaine (depuis 2012)
- Meilleur ballet
- Meilleure musique
- Meilleur scénographe
- Prix du jury
- Prix des spectateurs
- Prix pour l'ensemble de l’œuvre d'une personnalité (depuis 1996)

## Meilleur spectacle d'art dramatique
| Année | Pièce                      | Metteur en scène       | Théâtre                        |
| ----- | -------------------------- | ---------------------- | ------------------------------ |
| 1994  | Marķīze de Sada            | Alvis Hermanis,        | Nouveau théâtre de Riga        |
| 1995  | Rutes grāmata              | Māra Ķimele            | Nouveau théâtre de Riga        |
| 1996  | Salemas raganas            | Oļģerts Kroders        | Théâtre National de Lettonie   |
| 1997  | Terēza Rakēna              | Mihails Gruzdovs       | Théâtre Dailes                 |
| 1998  | Ivanovs                    | Felikss Deičs          | Théâtre dramatique de Valmiera |
| 1999  | Pūt, vējiņ                 | Oļģerts Kroders        | Théâtre Dailes                 |
| 2000  | Precības                   | Mihails Gruzdovs       | Théâtre Dailes                 |
| 2001  | Vilkmuižas jaunkundzes     | Alvis Hermanis         | Nouveau théâtre de Riga        |
| 2002  | Revidents                  | Alvis Hermanis         | Nouveau théâtre de Riga        |
| 2003  | Stāsts par Kasparu Hauzeru | Alvis Hermanis         | Nouveau théâtre de Riga        |
| 2004  | Kam no Vilka kundzes bail? | Regnārs Vaivars        | Théâtre National de Lettonie   |
| 2005  | Mēnesis uz laukiem         | Māra Ķimele            | Nouveau théâtre de Riga        |
| 2006  | Kaligula                   | Dž. Dž. Džilindžers    | Théâtre Dailes                 |
| 2007  | Karalis Līrs               | Oļģerts Kroders        | Théâtre dramatique de Valmiera |
| 2008  | Klusuma skaņas             | Alvis Hermanis         | Nouveau théâtre de Riga        |
| 2009  | Zilā kalna Marta           | Alvis Hermanis         | Nouveau théâtre de Riga        |
| 2010  | Mirušās dvēseles           | Kirils Serebreņņikovs  | Théâtre National de Lettonie   |
| 2011  | Lūgšana resnajai tantei    | Pēteris Krilovs        | Théâtre National de Lettonie   |
| 2012  | Oblomovs                   | Alvis Hermanis         | Nouveau théâtre de Riga        |
| 2013  | Stavangera (Pulp People)   | Konstantīns Bogomolovs | Théâtre de Liepāja             |

## Meilleur metteur en scène
| Année | Lauréat                | Pièce                                                | Théâtre                        |
| ----- | ---------------------- | ---------------------------------------------------- | ------------------------------ |
| 1994  | Māra Ķimele            | Kaislību spēle, Rutes grāmata                        | Nouveau théâtre de Riga        |
| 1995  | Oļģerts Kroders        | Salemas raganas, Bernardas Albas māja                | Théâtre National de Lettonie   |
| 1995  | Oļģerts Kroders        | Seši tēli meklē autoru                               | Théâtre dramatique de Valmiera |
| 1996  | Mihails Gruzdovs       | Terēza Rakēna                                        | Théâtre Dailes                 |
| 1997  | Felikss Deičs          | Ivanovs, Trīnes grēki                                | Théâtre dramatique de Valmiera |
| 1999  | Viesturs Kairišs       | Jevgeņijs Oņegins                                    | Opéra national de Lettonie     |
| 1999  | Viesturs Kairišs       | Skroderdienas Silmačos, Idiots                       | Nouveau théâtre de Riga        |
| 2000  | Mihails Gruzdovs       | Precības                                             | Théâtre Dailes                 |
| 2001  | Alvis Hermanis         | Pilsēta, Brīvais kritiens, Vilkmuižas jaunkundzes    | Nouveau théâtre de Riga        |
| 2002  | Māra Ķimele            | Pazudušais dēls, Tumšie brieži                       | Théâtre dramatique de Valmiera |
| 2003  | Alvis Hermanis         | Stāsts par Kasparu Hauzeru                           | Nouveau théâtre de Riga        |
| 2004  | Alvis Hermanis         | Tālāk, Garā dzīve                                    | Nouveau théâtre de Riga        |
| 2005  | Māra Ķimele            | Mēnesis uz laukiem                                   | Nouveau théâtre de Riga        |
| 2006  | Dž. Dž. Džilindžers    | Kaligula                                             | Théâtre Dailes                 |
| 2007  | Oļģerts Kroders        | Karalis Līrs, Akmens ligzda jeb Niskavuori sievietes | Théâtre dramatique de Valmiera |
| 2008  | Viesturs Kairišs       | Mērnieku laiki                                       | Théâtre National de Lettonie   |
| 2008  | Viesturs Kairišs       | Zīgfrīds                                             | Opéra national de Lettonie     |
| 2009  | Alvis Hermanis         | Zilā kalna Marta, Vectēvs                            | Nouveau théâtre de Riga        |
| 2010  | Viesturs Meikšāns      | Plūdi un saulgrieži Straumēnu skaņās                 | Théâtre dramatique de Valmiera |
| 2011  | Pēteris Krilovs        | Lūgšana resnajai tantei                              | Théâtre National de Lettonie   |
| 2012  | Alvis Hermanis         | Oblomovs, Oņegins. Komentāri                         | Nouveau théâtre de Riga        |
| 2013  | Konstantīns Bogomolovs | Stavangera (Pulp People)                             | Théâtre de Liepāja             |

## Prix spéciaux
- Saison 2012/2013 : le prix spécial "Pazudušais dēls" [Fils disparu] de la Guilde des dramaturges de la Lettonie est attribué à Inga Gaile pour la mise en scène du Mūsu Silvija debesīs adaptée au théâtre de la rue Ģertrūdes[7],[8]